# George Wassouf
George Wassouf (en arabe : جورج وسوف), né le 23 décembre 1961 à Kafroun, est un chanteur syrien. Il se produit dans plusieurs pays.

## Biographie
George Wassouf naît le 23 décembre 1961 à Kafroun en Syrie, dans une famille chrétienne. Il s’installe au Liban avec sa famille.  
Surnommé « Sultan atarab » (« Sultan de la musique tarab »), il commence sa carrière à l'âge de 6 ans dans les fêtes de mariage où il chante les chansons classiques de Oum Kaltoum et Warda. Il devient célèbre au Liban après avoir participé à l’émission Studio El Fan.
Star majeure dans le monde arabe, on lui doit plus de 30 albums. Sa musique mêle orchestration classique et arrangements modernes. 
Arrêté en 2008 à Stockholm pour possession de drogue, il passe trois jours en prison, ce qui le contraint d'annuler son concert : « j'ai été piégé et maintenant j'ai été libéré », déclare-t-il par l'intermédiaire d'un traducteur. « Je vais attendre mon procès pour prouver mon innocence. ».
Il se produit au Maroc en 2009 à Rabat devant 35 000 spectateurs dans le cadre du festival Mawazine. Il chante également en Algérie, d'abord à Sétif puis à Alger à la coupole du 05 Juillet.
En 2011, souffrant d’hypertension, il est transféré de l'hôpital Chami de Damas à celui de l'Université américaine de Beyrouth à la suite d'une attaque cérébrale qui lui fait perdre conscience. 
En 2017 il revient sur scène en Égypte après une interruption de 15 ans. En 2019 il se produit pour la première fois au Kurdistan en Irak.

### Famille
George Wassouf épouse sa première femme libanaise, Shalimar, à l'âge de 21 ans. Ils ont trois enfants : Hatem Wassouf, George Jr. Wassouf, Wadie Wassouf. Le couple se sépare après 28 ans de mariage en 2009.
Il est ensuite marié à la championne de rallye du Qatar Nada Zeidan (en). Leur fille, Oyoon, naît en octobre 2015.

## Discographie

### Albums studio
- Tirghally, 1976.
- El Hawa Sultan, 1984.
- Salamtak Biid Allah, 1988.
- Shei Gharib, 1990.
- Kalam El Nass, 1994.
- Laiel El Ashekin, 1996.
- Lissa El Donya Bkheir, 1998.
- Tabib Garah, 1999.
- Dul Mush Habayeb, 2000.
- Zaman El Agayeb, 2001.
- Inta Gheirhom, 2002.
- Salaf We Dayn, 2003.
- Etakhart Ktir, 2004.
- Heya El Ayam, 2006.
- Kalamak Ya Habibi, 2008.
- Allah Karim, 2009.
- Best Of Wassouf, 2012.
- Shtaanelak, 2015.

### Albums live
- Sings Oum Kolthoum Vol. 1, 1983.
- Sings Oum Kolthoum Vol. 2, 1995.
- Sings Oum Kolthoum Vol. 3, 1997.
- Sings Abdel Halim Hafez, 1998.
- Sings Warda, 1999.

### Singles
- Ahla Ayam El Omr, 1995.
- Amri Lellah, 1995.
- Mahlak Tmahal Ya Malak, 1995.
- Rahal El Batal, 2000.
- Ferhat Rejouak Ya Loubnan, 2010.
- Dawarat El Ayam, 2010.
- Aady Ya Donia, 2011.
- Biyehsedouni, 2011.
- Seket El Kalam, 2013[12].
- Bisaalouni Aleik, 2013.
- Ya Oumi, 2013.
- Zekrayat, 2013.
- Shouq El Omr, 2013.
- Tarakni Ghab, 2014.
- Bandahlak, 2017.
- Malikat Gamal El Rouh, 2018[13].
- Hal El Garih, 2019.

### Clips
- Yalli Taebna Senin Fi Hawak, 1986.
- Ya Moualdani, 1986.
- Kalam El Nass, 1994.
- Erda Bel Nassib, 1996.
- Lissa El Donya Bkheir, 1998.
- Tabib Garah, 1999.
- Ana Assef, 1999.
- Dul Mush Habayeb, 2000.
- Ma Teoulou Leih, 2000.
- Zaman El Agayeb, 2001.
- Youm El Wadaa, 2001.
- Salaf We Dayn, 2003.
- Etakhart Ktir, 2004.
- Sehert El Leyl, 2004.
- Leilat Wadaana, 2006.
- Asaab Fourak, 2008.
- Aallem Albi El Shouk, 2008.
- Ferhat Rejouak Ya Loubnan, 2010.
- Dawarat El Ayam, 2010.
- Biyehsedouni, 2011.
- Malikat Gamal El Rouh, 2018.
- Hal El Garih, 2019.